# Parque Nacional de Mudeungsan
O Parque Nacional de Mudeungsan, anteriormente Parque Provincial de Mudeungsan, está localizado na cidade de Gwangju e na província de Jeollanam-do, na Coreia do Sul. O parque foi designado um parque provincial no dia 22 de maio de 1972 e foi elevado ao estatuto de parque nacional em 2012, tornando-se o 21º parque nacional da Coreia do Sul. O parque possui uma área de cerca de 75.45 km2 (18,640 acres) e tem o nome da montanha Mudeungsan, que tem 1.187 metros de altura.